# Mega Ôm kế

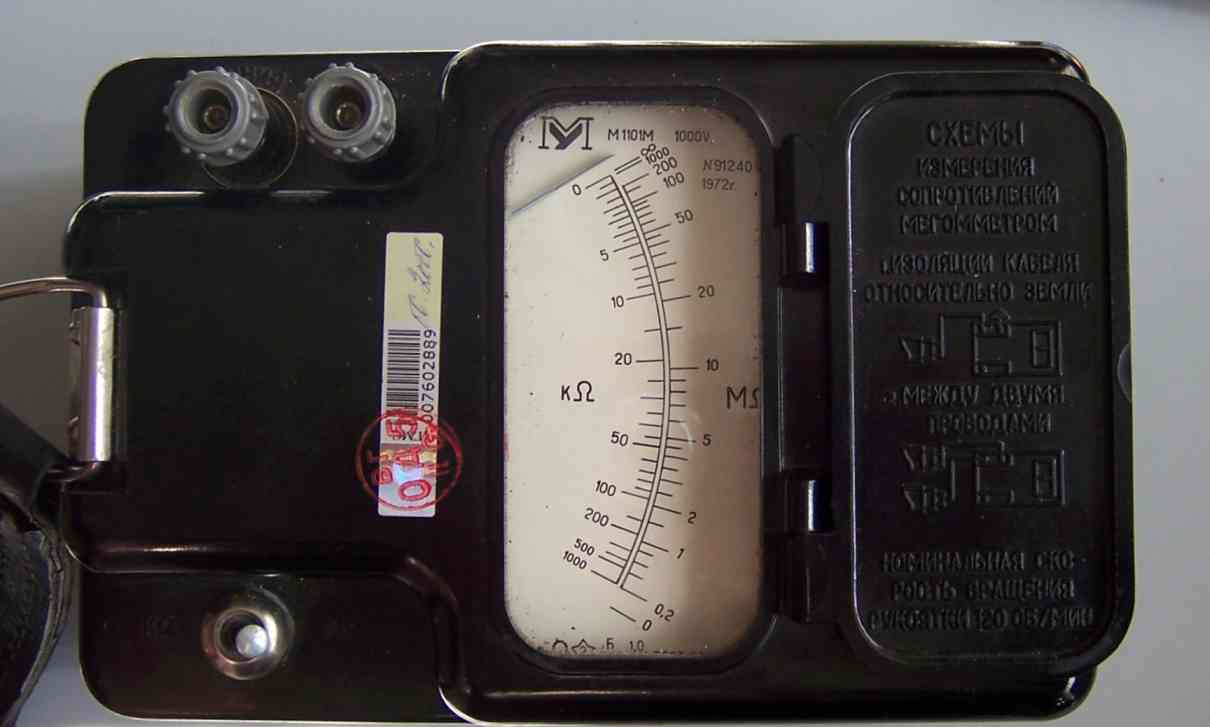
Mega Ôm kế M1101M của Nga

Mega Ôm kế hay Megohm kế (tiếng Anh: Megohmmeter) là một loại Ôm kế đặc biệt dùng để đo điện trở của chất cách điện.
Các thành phần cách điện, ví dụ lớp bọc cáp, phải được kiểm tra độ cách điện tại thời điểm vận hành và là một phần của công việc bảo trì thiết bị điện làm việc ở điện áp cao. Đối với mục đích này, Mega Ôm kế có thể cung cấp điện áp DC cao, thường trong khoảng từ 500 V đến 5 kV, một số lên đến 15 kV, ở mức dòng điện được chỉ định. Giá trị điện trở cách điện chấp nhận được thường là 1 đến 10 megohm, tùy thuộc vào các tiêu chuẩn được tham chiếu 